# Butilin
Butilin (auch Bucelin oder Bucçlin, lat. Butilinus oder auch Buccelenus; † 554 nahe Capua) war von 536 bis 554 im Auftrag der Merowinger alamannischer dux (sehr frei: Herzog) in der Diözese Avenches. Er war der Bruder des Leuthari I. Sein Nachfolger als dux wurde Magnachar.
Butilin und Leuthari gelten als die ersten duces der Alamannen, die ihre Amtsgewalt vom fränkischen König Theudebald erhielten, aber politisch in seiner Abhängigkeit standen. Die beiden Brüder waren nach dem Geschichtsschreiber Agathias alamannischer Abstammung.
Nach Agathias sandten die im Gotenkrieg geschlagenen Ostgoten, die sich noch nördlich des Po halten konnten, eine Gesandtschaft an den fränkischen König Theudebald I., um ihn zu einer Bundesgenossenschaft gegen das oströmische Heer unter Narses zu gewinnen. Während Theudebald ablehnte, nahmen die Brüder Butilin und Leuthari das Bündnis an. Es ist davon auszugehen, dass Theudebald dieser Unternehmung zustimmte, da er auf diese Weise vermutlich hoffte, Einfluss auf Italien zu gewinnen, ohne sich persönlich und offen gegen Justinian I. stellen zu müssen.
Nach Agathias stellten Butilin und Leuthari ein Heer von 75.000 Alamannen und Franken auf (was sicherlich übertrieben ist), welches im Frühjahr 553 in Italien einfiel und sich zunächst in Parma festsetzen konnte. Ein Versuch, sie von dort zu vertreiben, scheiterte. Die verbliebenen Goten öffneten dem fränkisch-alamannischen Heer ihre Städte. Darauf folgte ein Beutezug, der die Heerscharen bis an die Meerenge von Messina führte. Im Sommer 554 trennten sich die Brüder und Leuthari zog mit einem Teilheer nach Norden, angeblich um seine Beute in Sicherheit zu bringen. Nachdem Leuthari mit seinem Teilheer bereits den Po überschritten hatte, wurden er und seine Heerschar von einer Seuche hinweg gerafft. Auch das Teilheer des Butilin wurde durch Krankheiten dezimiert und geschwächt. Dennoch suchte Butilin die Entscheidungsschlacht mit Narses. Vom Schicksal seines Bruders wusste er nicht. Im Herbst 554 endete er bei der vernichtenden Niederlage seines verbliebenen Heeres in der Schlacht am Casilinus bei Capua.
Möglicherweise versuchte der byzantinische Dichter und Historiker Agathias im Nachhinein, das Scheitern den beiden Brüdern anzulasten, um den fränkischen König in einem besseren Licht dastehen zu lassen. Sie hätten sich von den Goten zu diesem Feldzug hinreißen lassen, obwohl es ihrem König Theudebald nicht gefiel. Andere Quellen sprechen aber von einem fränkischen Unternehmen.